# Puerto Alegría (Datem del Marañón)
Puerto Alegría es una localidad peruana, capital de distrito de Morona, provincia de Datem del Marañón, al oeste del departamento de Loreto.

## Descripción
Puerto Alegría es una localidad cercano al Oleoducto Norperuano, y ha sido escenario por varios derrames de hidrocarburos que han afectado la calidad de vida de la población.